# Modern Folk Quartet
Das Modern Folk Quartet (MFQ) war eine US-amerikanische Folkgruppe. 
Das Quartett entstand 1962 in Honolulu. Die ursprünglichen Mitglieder waren Cyrus Faryar, Henry Diltz, Chip Douglas und Stan White. Sie gingen nach Los Angeles, wo sie vor allem im Troubadour-Club Erfolge feierten. Als White Zeichen einer psychischen Störung zeigte, wurde er durch Jerry Yester ersetzt.
Herb Cohen wurde ihr Manager. 1963 erschien ihr Debütalbum. Ebenfalls 1963 waren sie im Film Palm Springs Weekend (deutsch: Im Paradies ist der Teufel los) mit zwei Songs zu sehen und zu hören. 1964 folgte das zweite Album Changes. 1966 war ihr Song This Could Be the Night die Themenmusik des Konzertfilms The Big TNT Show. Im selben Jahr löste sich die Gruppe auf.
Ende der 1970er gab es eine Wiedervereinigung, ebenso in den 1980ern, wobei aus dem Quartett ein Quintett wurde, da Yesters Bruder Jim mitmachte. 2003 gingen sie nach langer Pause wieder in Japan auf Tour, wo sie immer noch treue Fans hatten.
Chip Douglas spielte später Bass bei den Turtles und war Produzent der Turtles und der Monkees. Jerry Yester ersetzte Zal Yanovsky bei The Lovin’ Spoonful und produzierte The Association, Tim Buckley und Tom Waits; mit seiner damaligen Frau Judy Henske machte er sowohl als Duo als auch mit der Band Rosebud Aufnahmen. Cyrus Faryar begann eine Solokarriere und trat 1967 beim Monterey Pop Festival auf. Henry Diltz wurde einer der bekanntesten Rockfotografen; seine Fotos sind auf den Covers etlicher Alben zu sehen, darunter Morrison Hotel von den Doors und das Debütalbum von Crosby, Stills & Nash.

## Diskografie
- 1963: Modern Folk Quartet
- 1964: Changes
- 2005: Live at the Icehouse, 1978